# Heleomyza serrata
Heleomyza serrata är en tvåvingeart som först beskrevs av Carl von Linné 1758.  Heleomyza serrata ingår i släktet Heleomyza och familjen myllflugor. Arten är reproducerande i Sverige. Inga underarter finns listade i Catalogue of Life.